# Gornje Dubrave
 Gornje Dubrave  falu Horvátországban, Károlyváros megyében. Közigazgatásilag Ogulinhoz tartozik.

## Fekvése
Károlyvárostól 28 km-re délnyugatra, községközpontjától 8 km-re északkeletre, az A1-es autópálya közelében fekszik. Településrészei Višnjić Brdo, Perići, Janjani, Mikašinovići, Kaluđerovići, Jusići, Tutorovići, Karapandže, Šepelji, Panjići, Kukići, Vucelići, Škerići, Rebić Glavica, Barići és Mišćevići. Itt vezet át a Zágráb–Fiume-vasútvonal. Vasútállomása is van, bár az három kilométerre a falu központjától délre Višnjic Brdo területén található. Karapandže határában van az A1-es autópálya egyik pihenője. Határa erdős, folyóvizekkel bőségesen öntözött.

## Története
A boszniai török hódoltságból menekült szerbek által a 17. és 18. században települt falu. Első csoportjuk 1641-ben érkezett, majd 1658-ban Vuk Mandić az Usora mellékéről újabb telepeseket hozott ide. 1672-ig a Frangepánok jobbágyai voltak, majd Herberstein gróf közbenjárására a korábban már az uszkókoknak is adott szabadságjogokat kaptak, ennek fejében a férfiaknak katonai szolgálatot kellett ellátni. A katonai határőrvidék megszervezéskor Gornje Dubrave a határőrezred 12. dubravei századának parancsnoki székhelye volt. Pravoszláv temploma 1730-ban épült.
A falunak 1857-ben 478, 1910-ben 596 lakosa volt. Trianonig Modrus-Fiume vármegye Ogulini járásához tartozott. A II. világháború idején az usztasák feldúlták, templomát is felgyújtották. Alapiskoláját az 1960-as években zárták be. A délszláv háború idején a szerb lakosság ismét menekülésre kényszerült, a templomot ismét feldúlták, de azóta megújult. 2011-ben a falunak 92 lakosa volt.

## Lakosság
| Lakosság változása | Lakosság változása | Lakosság változása | Lakosság változása | Lakosság változása | Lakosság változása | Lakosság változása | Lakosság változása | Lakosság változása | Lakosság változása | Lakosság változása | Lakosság változása | Lakosság változása | Lakosság változása | Lakosság változása | Lakosság változása |
| ------------------ | ------------------ | ------------------ | ------------------ | ------------------ | ------------------ | ------------------ | ------------------ | ------------------ | ------------------ | ------------------ | ------------------ | ------------------ | ------------------ | ------------------ | ------------------ |
| 1857               | 1869               | 1880               | 1890               | 1900               | 1910               | 1921               | 1931               | 1948               | 1953               | 1961               | 1971               | 1981               | 1991               | 2001               | 2011               |
| 1766               | 1907               | 1145               | 872                | 851                | 786                | 687                | 816                | 430                | 432                | 349                | 287                | 211                | 147                | 119                | 92                 |

## Nevezetességei
- Szent Péter apostol tiszteletére szentelt szerb pravoszláv temploma[4] 1730-ban épült. A legrégibb pravoszláv templom ezen a vidéken. A második világháború idején az épület leégett. 1972-ben építették újjá. 1992-ben a délszláv háború idején súlyos károkat szenvedett. 2010-ben megújították. Gornje és Donje Dubrave, Generalski Stol, Tounj, Gojak, Trošmarija és Popovo Selo pravoszláv hívei tartoznak hozzá.
- Gornje Dubrave területén folyik át a Dobra és jobb oldali mellékfolyói a Bistrica és a Globornica. Itt található a Bistrica-patak forrása, mely itt egy föld alatti üregből tör elő.
- A Bistrica szurdokában található a Zala, vagy Mikašinović-barlang, ahol 1977-ben egy egyedülálló barlangi szivacsfajt, az Eunapius subterraneust fedezték fel. Az utolsó jégkorszak idejéből származó több mint tízezer éves kőkorszaki kőeszközöket is találtak itt, melyek azt bizonyítják, hogy a barlang már ősidők óta lakott volt.
- A vasút közelsége miatt ez a terület fontos kommunikációs központ volt a második világháború idején, ami számos konfliktushoz vezetett. A faji intolerancia törvénye alapján 1941 májusában kezdődtek az első letartóztatások és a szerbek kitelepítése erről a területről, míg 1943-ban a lakosság tömeges deportálását hajtották végre. A faluban, amelyben a Jugoszláv Népi Felszabadító Hadsereg megölt tagjainak és a civileknek a csontjai vannak eltemetve emlékcsontház található. A betonoszlopok két táblához vezetnek az elesett harcosok nevével. A csontház felett a vasút felrobbantását ábrázoló bronz dombormű található. Az emlékcsontház tervezője Costa Angeli Radovani akadémikus szobrászművész.[5]